# Lijst van rijksmonumenten in Ede (gemeente)
De gemeente Ede telt 193 inschrijvingen in het rijksmonumentenregister. Hieronder een overzicht.

## Bennekom
De plaats Bennekom telt 33 inschrijvingen in het rijksmonumentenregister. Zie Lijst van rijksmonumenten in Bennekom voor een overzicht.

## Deelen
De plaats Deelen telt 2 inschrijvingen in het rijksmonumentenregister.
| Object                                                                      | Oorspronkelijke functie? | Bouwjaar        | Architect | Locatie           | Coördinaten?                 | Nr.?   | Afbeelding                                                                  |
| --------------------------------------------------------------------------- | ------------------------ | --------------- | --------- | ----------------- | ---------------------------- | ------ | --------------------------------------------------------------------------- |
| Lebretshoeve: boerderij, waarvan het woonhuis dwars voor de stal gebouwd is | Boerderij                | midden 19e eeuw |           | Lebretshoeveweg 2 | 52° 5' 49" NB, 5° 56' 19" OL | 14457  | Lebretshoeve: boerderij, waarvan het woonhuis dwars voor de stal gebouwd is |
| Houten huis, jachthuis, gebouwd als prefab, sinds 1945 bewoond              | Woonhuis                 | 1915            |           | Hoog Delenseweg 1 | 52° 4' 12" NB, 5° 54' 4" OL  | 523575 | Houten huis, jachthuis, gebouwd als prefab, sinds 1945 bewoond              |

Monumenten die onderdeel zijn van Vliegbasis Deelen staan in de Lijst van rijksmonumenten in Schaarsbergen.
Ook een gedeelte van de rijksmonumenten in Arnhem worden soms tot Deelen gerekend. Zie Lijst van rijksmonumenten in Arnhem daarvoor.

## Ede
De plaats Ede telt 75 inschrijvingen in het rijksmonumentenregister. Zie Lijst van rijksmonumenten in Ede (plaats) voor een overzicht.

## Harskamp
De plaats Harskamp telt 12 inschrijvingen in het rijksmonumentenregister. Zie Lijst van rijksmonumenten in Harskamp voor een overzicht.

## Hoenderloo
Het in de gemeente Ede gelegen deel van de plaats Hoenderloo telt 9 inschrijvingen in het rijksmonumentenregister, waarvan 4 inschrijvingen op het landgoed De Hoge Veluwe. Zie Lijst van rijksmonumenten in Hoenderloo en Lijst van rijksmonumenten op De Hoge Veluwe voor een overzicht.

## Lunteren
De plaats Lunteren telt 34 inschrijvingen in het rijksmonumentenregister. Zie Lijst van rijksmonumenten in Lunteren voor een overzicht.

## Meulunteren
De plaats Meulunteren telt 5 inschrijvingen in het rijksmonumentenregister.
| Object                                             | Oorspronkelijke functie? | Bouwjaar                    | Architect | Locatie       | Coördinaten?                 | Nr.?   | Afbeelding                      |
| -------------------------------------------------- | ------------------------ | --------------------------- | --------- | ------------- | ---------------------------- | ------ | ------------------------------- |
| Terrein waarin sporen van prehistorische akkerbouw | Archeologisch monument   | late Bronstijd en IJzertijd |           |               | 52° 6' 28" NB, 5° 39' 44" OL | 45397  | Upload foto                     |
| Terrein waarin sporen van prehistorische akkerbouw | Archeologisch monument   | late Bronstijd en IJzertijd |           |               | 52° 6' 0" NB, 5° 39' 48" OL  | 45398  | Upload foto                     |
| Terrein waarin twee grafheuvels                    | Archeologisch monument   | Neolithicum en/of Bronstijd |           |               | 52° 6' 3" NB, 5° 39' 21" OL  | 45400  | Upload foto                     |
| Terrein waarin twee grafheuvels                    | Archeologisch monument   | Neolithicum en/of Bronstijd |           |               | 52° 6' 26" NB, 5° 39' 17" OL | 45401  | Terrein waarin twee grafheuvels |
| Waterput                                           | Archeologie              | IJzertijd                   |           | Vijfsprongweg | 52° 6' 20" NB, 5° 39' 25" OL | 364491 | Waterput                        |

## Otterlo
De plaats Otterlo telt 19 inschrijvingen in het rijksmonumentenregister waarvan 17 inschrijvingen op het landgoed De Hoge Veluwe. Zie Lijst van rijksmonumenten in Otterlo en Lijst van rijksmonumenten op De Hoge Veluwe voor een overzicht.

## Roekel
De plaats Roekel telt 2 inschrijvingen in het rijksmonumentenregister.
| Object     | Oorspronkelijke functie? | Bouwjaar                    | Architect | Locatie | Coördinaten?                 | Nr.?  | Afbeelding  |
| ---------- | ------------------------ | --------------------------- | --------- | ------- | ---------------------------- | ----- | ----------- |
| Grafheuvel | Archeologisch monument   | Neolithicum en/of Bronstijd |           |         | 52° 4' 43" NB, 5° 42' 54" OL | 45416 | Upload foto |
| Grafheuvel | Archeologisch monument   | Neolithicum en/of Bronstijd |           |         | 52° 4' 39" NB, 5° 43' 44" OL | 45417 | Upload foto |

## Walderveen
De plaats Walderveen telt 1 inschrijving in het rijksmonumentenregister.
| Object             | Oorspronkelijke functie?  | Bouwjaar                                          | Architect | Locatie                | Coördinaten?                 | Nr.?  | Afbeelding        |
| ------------------ | ------------------------- | ------------------------------------------------- | --------- | ---------------------- | ---------------------------- | ----- | ----------------- |
| Walderveense molen | Industrie- en poldermolen | 1895 (bouw) 1911 (afgebrand) 1962 (gerestaureerd) |           | Renswoudsestraatweg 28 | 52° 6' 45" NB, 5° 33' 12" OL | 14489 | Meer afbeeldingen |

## Wekerom
De plaats Wekerom telt 1 inschrijving in het rijksmonumentenregister.
| Object                                                          | Oorspronkelijke functie? | Bouwjaar          | Architect | Locatie | Coördinaten?                | Nr.?  | Afbeelding  |
| --------------------------------------------------------------- | ------------------------ | ----------------- | --------- | ------- | --------------------------- | ----- | ----------- |
| Terrein waarin overblijfselen van een versterkt huis met gracht | Archeologisch monument   | late middeleeuwen |           |         | 52° 7' 2" NB, 5° 43' 14" OL | 45408 | Upload foto |